# Mychajłenky (stacja kolejowa)
Mychajłenky (ukr. Михайленки) – stacja kolejowa w miejscowości Wełyki Korowynci, w rejonie żytomierskim, w obwodzie żytomierskim, na Ukrainie. Położona jest na linii Koziatyn – Berdyczów – Szepetówka.

## Historia
Stacja powstała w XIX w. na drodze żelaznej brzesko-kijowskiej pomiędzy stacjami Olszanka i Demczyn.